# 津村枕石
津村 枕石（つむら ちんせき、1912年（明治45年）1月26日 - 1997年（平成9年）1月7日）は、和歌山県御坊市出身の書家。本名、津村 俊次郎（つむら しゅんじろう）。小林増石に書の手ほどきを受け、炭山南木に師事する。

## 経歴
1953年（昭和28年）、日展に初入選を果たし、以後連続入選する。1962年、自身の一門として『石門会（せきもんかい）』を創設。1963年に、日展で特選を得た後は、1966年に日展委嘱、1974年に日展審査員となる。1970年に和歌山県立日高高等学校を退職し、続いて大阪教育大学講師となる。御坊市文化賞、国際アカデミー賞、和歌山県文化功労賞、田辺市特別表彰などを得る。

## 主な役職
- 日展会員・審査員
- 日本書芸院参事
- 読売書法展参事
- 毎日展審査員
- 関西展委嘱
- 県展審査員
- 前書団神融会会長
- 前石門会会長